# Voralpen
Als Voralpen werden zwei räumlich getrennte Gebirgsgruppen der Westalpen bezeichnet. Der Begriff Voralpen wurde 1808 von Johann Gottfried Ebel in seinem Werk Über den Bau der Erde im Alpengebirge für die Montane Höhenstufe eingeführt und bezeichnet seither in der Schweiz auf der Alpennordseite die hügeligen bis gebirgigen Gebiete zwischen den Molassehügeln des Mittellands und den Alpen. Gemäss dem Einteilungs-System SOIUSA (Internationale vereinheitlichte orographische Einteilung der Alpen) liegen auf der Alpensüdseite die Voralpen der Schweiz im Sottoceneri und im Luganese.
Die Voralpen bestehen aus Kalkmassiven mit Gipfeln bis zu 2500 m und nehmen ca. 12 % der Landesfläche ein. Neben Jura, Mittelland, Alpen und Alpensüdseite sind sie einer der fünf geografischen Gliederungsräume. Wie die eigentlichen Alpen markieren sie einen Streifen zwischen Südwesten und Nordosten der Schweiz.

## Umgrenzung
Anteil an den nördlichen Voralpen haben die Kantone Wallis mit dem Val d’Illiez, Waadt mit dem Pays-d’Enhaut, Freiburg mit dem Greyerzerland, Bern mit dem Simmental und Teilen des Berner Oberlands, Luzern mit dem Entlebuch, Zug, Ob- und Nidwalden, Schwyz, Zürich mit dem Zürcher Oberland, St. Gallen mit dem Toggenburg sowie das Appenzellerland, das als charakteristische Voralpenregion gilt. Die nördlichen Voralpen umfassen ebenfalls folgende Seen: Thuner-, Brienzer-, Vierwaldstätter-, Zuger-, Ägeri- und Walensee und reichen bis an den östlichen Teil des Zürichsees.
Wichtige Städte in den Voralpen sind Luzern, St. Gallen und Thun.
Die südlichen Voralpen liegen im Kanton Tessin.
Ein Merkmal der Voralpen sind ganzjährig geöffnete Passstrassen wie die Strasse über den Brünigpass, den Jaunpass, den Col des Mosses oder Col du Pillon. Die Voralpen sind eine überwiegend ländliche, stark hügelige bis gebirgige Zone, die von der Landwirtschaft, insbesondere von der Viehzucht geprägt ist. Die Landschaft ist dünn besiedelt, zudem kommen im Winter oft in den Voralpen die grösseren Schneemengen zu liegen als in den inneren Alpentälern, da Niederschlagszonen an diesen ersten Erhebungen gestaut werden.

## Aufteilungen

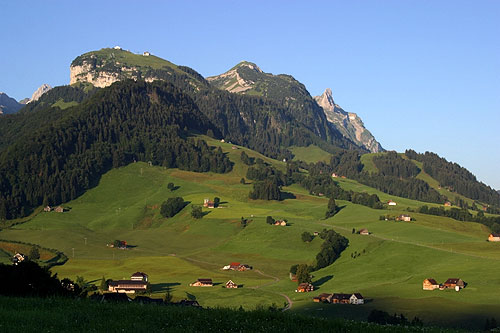
Voralpengebiet Appenzellerland: Blick zur Ebenalp

Die folgenden Voralpengebiete sind – von West nach Ost – Teil der Schweizer Voralpen (Alpennordseite):
1. Waadtländer Voralpen und Freiburger Voralpen im Westen
2. Berner Voralpen[2]
3. Zentralschweizer Voralpen[3] mit Luzerner Voralpen und Unterwaldner Voralpen, Schwyzer Voralpen
4. Ostschweizerische Voralpen (Appenzeller Alpen)

Alpensüdseite: Luganer Voralpen mit den Comer Voralpen und den Vareser Voralpen (beide teilweise in Italien)
In anderen Darstellungen wiederum fallen die östlichen Berge der Berner Voralpen und die meisten Berge des Kantons Luzern und die von Unterwalden zu den Emmentaler Alpen.

## Gipfel
Bekannte Gipfel sind die der Moléson, die Tour d’Aï, der Niesen, der Pilatus, die Mythen, die Rigi, der Rossberg, der Napf, das Tössbergland, der Gäbris und der Säntis.
Die etwas untypische höchste Erhebung der Voralpen ist – sowohl nach SOIUSA als auch nach der Einteilung des SAC – auf 2970 m das Schilthorn, das den einleitenden Definitionen wohl wenig entspricht und dessen umgebende Täler sich gewiss nicht durch ganzjährig geöffnete Passstrassen auszeichnen. Hingegen ist die Zugehörigkeit des oben als typisch beschriebenen Appenzellerlandes nicht ganz klar.
Die bekanntesten Gipfel der Luganer Voralpen sind der Camoghè, der Monte Tamaro, der Monte Lema und der Monte Generoso.

## Tourismus
In den Voralpen spielen Wander-, Ausflugs- und Wintertourismus eine wichtige Rolle. Bekannte Ferienorte und Ferienregionen sind u. a.: Champéry, Leysin, Château-d’Oex, Lenk, Gstaad, Zweisimmen, Hoch-Ybrig, Toggenburg, Flumserberg und Pizol.

## Trivia
Der Fernverkehrszug der Schweizerischen Südostbahn (SOB) zwischen Luzern und St. Gallen trägt den Namen Voralpen-Express.